# ナイアガラオンザレイク
ナイアガラ・オン・ザ・レイク（英: Niagara-on-the-Lake）は、カナダのオンタリオ州南西部の町。ナイアガラ川がオンタリオ湖に流れ込む河口に位置する。川を挟んだ対岸のアメリカ側はニューヨーク州のヤングスタウンがある。人口は1万9088人（2021年）。
アッパー・カナダ（現：オンタリオ州）最初の総督官邸が置かれた場所であり、1840年代に建てられたイギリス風の歴史ある建物が今も多く現存する。
街の中心を走るクィーンズ通りには街のランドマークでもある時計塔がある。この時計塔は第一次世界大戦で戦死した地元民の慰霊碑として建てられたもの。

## 演劇
演劇の街として知られるこの街では、毎年4月から11月の間、演劇祭「ショー・フェスティバル（Shaw Festival）」が開催される。
- フェスティバル劇場 （856席）
- コートハウス劇場 （327席）
- ロイヤル・ジョージ劇場 （328席）

## ワイナリー
ナイアガラ・オン・ザ・レイクのナイアガラ・ワインルートには数多くのワイナリーがあり、アイスワインの生産で世界的に知られるワイナリーも少なくない。

## 主なホテル

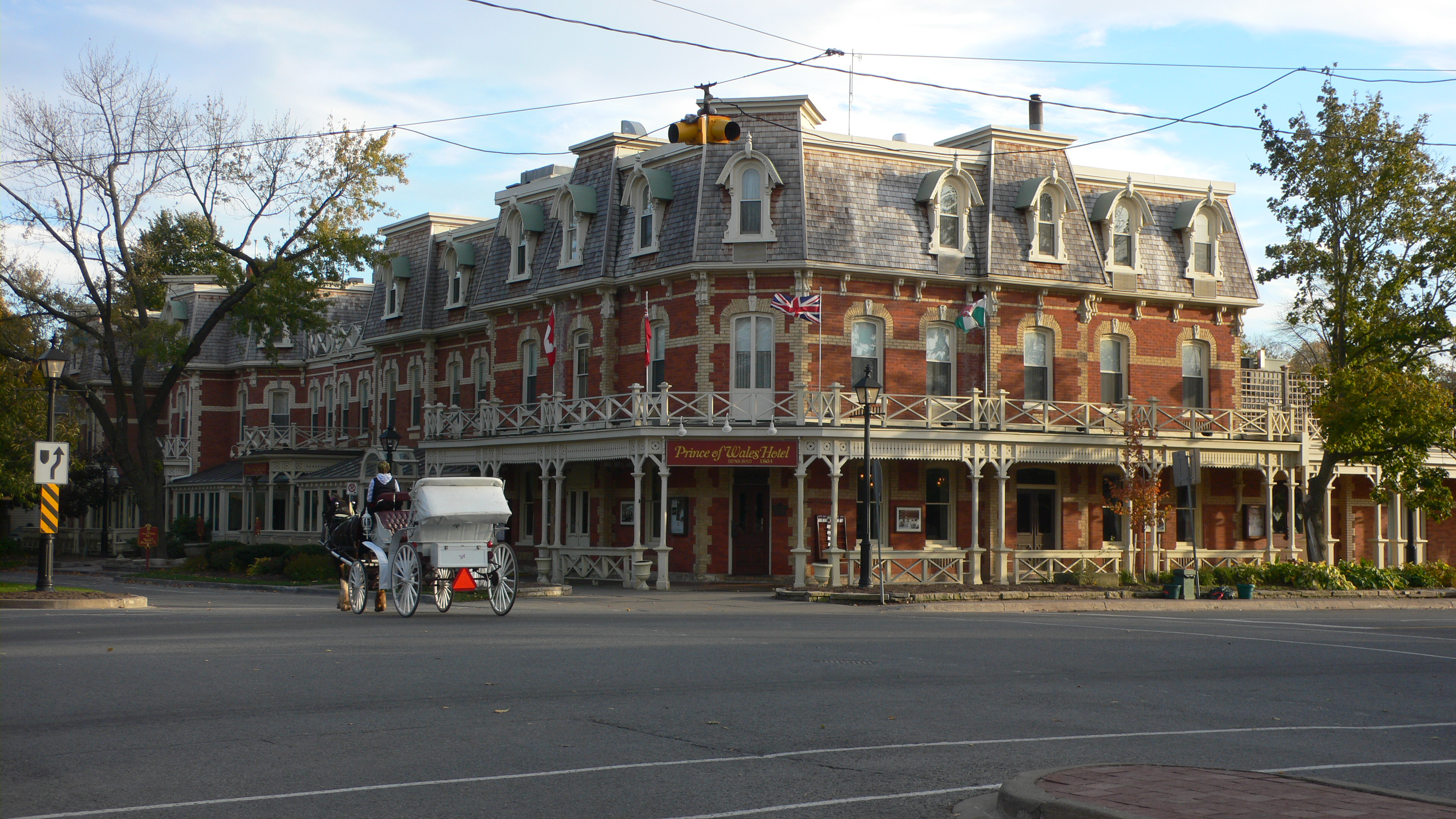
プリンス・オブ・ウェールズ・ホテル

街のランドマークにもなっているホテルが3つある。いずれも歴史あるホテルでイギリス風の雰囲気が味わえる。
- プリンス・オブ・ウェールズ・ホテル （Prince of Wales Hotel）
- クィーンズ・ランディング・イン （Queen's Landing Inn）
- ピラー・アンド・ポスト （The Pillar and Post）